# 匝加利亞 (肯塔基州)
匝加利亞（英語：Zachariah）是位於美國肯塔基州沃爾夫縣的一個非建制地區。

## 地理
匝加利亞所處的海拔為高於海平面378米（即1240英呎），而該地所採用的時區為UTC-5，即北美東部時區（EST）。同時該地設有夏令時間，為UTC-5調快一小時，即UTC-4（EDT）。